# Jan Borissowitsch Gamarnik

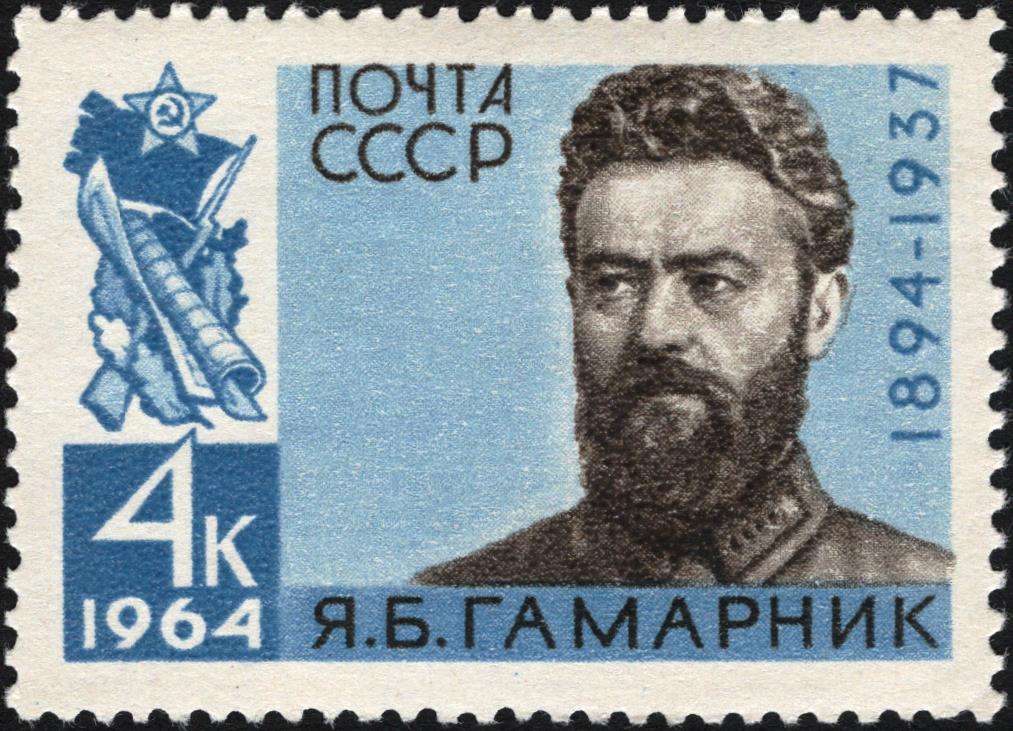
Jan B. Gamarnik auf einer sowjetischen Briefmarke von 1964

Jan Borissowitsch Gamarnik (russisch Ян Борисович Гамарник; * 2. Junijul. / 14. Juni 1894greg. in Schitomir, Russisches Reich, heute Ukraine; † 31. Mai 1937 in Moskau) war ein sowjetischer Politiker.

## Leben und Karriere
Jan Gamarnik wurde 1894 in eine jüdische Familie in Schitomir, in der heutigen Ukraine, als Jakow Tzudikowitsch Gamarnik (russisch Яков Цудикович Гамарник) geboren. Er studierte zunächst am Neuropsychiatrischen Institut in Sankt Petersburg, entschied sich dann aber Rechtswissenschaften an der Universität Kiew zu studieren. In Kiew lernte er viele bekannte Kommunisten kennen, so etwa Mykola Skrypnyk und Stanislaw Kossior. 1916 schloss er sich der Sozialdemokratischen Arbeiterpartei Russlands an, aus der später die Kommunistische Partei der Sowjetunion entstand. In den Kiewer Arsenalwerken war Gamarnik anschließend für Parteipropaganda tätig.
Nach der Februarrevolution 1917 gehörte er dem Kiewer Stadtrat an und war von 1921 bis 1925 dessen Vorsitzender, de facto also Kiewer Bürgermeister. Anschließend durchlief er zahlreiche weitere Positionen innerhalb der Kommunistischen Partei, so wirkte er 1927 an der Wirtschaftsplanung für die fernöstlichen Provinzen der Sowjetunion mit. Von 1928 bis 1929 war er Erster Sekretär des Zentralkomitees in der Weißrussischen SSR. Er unterstützte in dieser Position die Kollektivierungspolitik.
Anschließend wechselte er in die politische Führung der Roten Armee, wo er Marschall Michail Tuchatschewskis Pläne, die Sowjetunion zu einer militärischen Supermacht aufzubauen, begeistert unterstützte. 1933 erhielt Gamarnik den Leninorden.
Tuchatschewski fiel schließlich als einer der ersten Militärbefehlshaber der Sowjetunion dem Großen Terror unter Stalin zum Opfer. Als Gamarnik versuchte, Tuchatschewski zu verteidigen, fiel auch er in Ungnade. Bevor er verhaftet werden konnte, beging Gamarnik am 31. Mai 1937 Selbstmord. Kurz darauf wurde er öffentlich diskreditiert und als Volksfeind tituliert.
1955 wurde er unter Nikita Chruschtschow  rehabilitiert.
Zwischen 1932 und 1937 war eine Stadt im Fernen Osten Russlands zu seinen Ehren Gamarnik benannt.